# Камаевка (Пензенская область)
Камаевка — село в Лопатинском районе Пензенской области России. Входит в состав Верешимского сельсовета.

## География
Село находится в юго-восточной части Пензенской области, в пределах Приволжской возвышенности, в лесостепной зоне, на левом берегу реки Чардым, на расстоянии примерно 13 километров (по прямой) к западу от села Лопатина, административного центра района. Абсолютная высота — 196 метров над уровнем моря.

### Климат
Климат характеризуется как умеренно континентальный, с тёплым летом и умеренно холодной зимой. Средняя температура воздуха самого холодного месяца (января) составляет −13,2 °C; самого тёплого месяца (июля) — 20 °C. Продолжительность периодов с температурой выше 0 °C — 208 дней, выше 5 °C — 170 дней, выше 10 °C — 136 дней. Годовое количество атмосферных осадков — 420—470 мм, из которых большая часть выпадает в тёплый период. Снежный покров держится в течение 131 дня.

### Часовой пояс
Село Камаевка, как и вся Пензенская область, находится в часовой зоне МСК (московское время). Смещение применяемого времени относительно UTC составляет +3:00.

## История
Поселена как д. Камаевка (Кемаевка) переселенцами из Саранского уезда (ныне с. Камаево Ичалковского района), ее основателем был мордвин Камай, Кемай. Местная мордва называла также село – Сердум, откуда прибыла часть населения. По указу императрицы, новокрещеным запрещалось проживать в одном селении с язычниками, поэтому последних отселяли. Видимо, под действие этого указа попали и первопоселенцы Камаевки, которых переселила канцелярия новокрещенских дел из мордовских деревень, «не восприявших святого крещения». Языческие моляны проводились на «священном» ручье Оскляй, что доказывает перевод названия с эрзя «молебная речка». Около 1745 г. перевопоселенцы были крещены. В 1747 г. – новопоселенная д. Камаевка Узинского стана Пензенского уезда, 72 ревизских души ясачной мордвы. В 1748 г. – новопоселенная д. Кемаевка новокрещеной мордвы, переведенной из Саранского и Пензенского, Краснослободского уездов (72 ревизских души) и дворцовых крестьян Починковской поташной конторы (21), всего 93 ревизских души. С конца XVIII в. – село Козловской волости Петровского уезда Саратовской губернии. На карте Петровского уезда 1783 г. – с. Козмодемьянское, Камаевка. В 1795 г. показано как двухобщинное село: 1) Козмодемьянское, Камаевка тож, 32 двора казенных крестьян, 132 ревизских души и 2) Козьмодемьянское, Чердым тож, 30 дворов, 101 ревизская душа. В апреле 1841 г. происходил картофельный бунт (нежелание крестьян сажать картофель), зачинщики – сельский староста и сотский – были арестованы. На сходке крестьяне заявляли, что от картофеля нет никакой пользы, «ни соломы, ни мякины». 60 крестьян привлечено к суду, по приговору Сената 11 человек наказаны розгами от 20 до 50 ударов. В XIX – начале XX в. в селе пользовался популярностью бондарный промысел, в 1925 г. работало 117 бондарей. Средний мастер изготовлял за неделю до 10 кадушек. В 1877 г. – 155 дворов, церковь, школа, водяная мельница, красильня. Многие крестьяне жили бедно: в 1900 г. сумма недоимок по всем сборам составляла 3343 руб., или на десятину надельной земли – 70 коп. В 1902 г. работала земская образцовая школа (86 мальчиков, 23 девочки, учительница, помощница учительницы, законоучитель), в 1902 г. школу закончили 7 мальчиков. В июле 1905 г. в село приезжал губернатор П.А. Столыпин «усмирять» крестьян. В 1914 г. – 402 двора.
С 1928 года село являлось центром сельсовета Лопатинского района Вольского округа Нижне-Волжского края. С 1935 года в составе Даниловского района Саратовского края (с 1939 года — в составе Пензенской области). В 1955 г. – в составе Борятинского сельсовета, центральная усадьба колхоза имени Кирова. С 1958 года — в составе Лопатинского района. В 1980-е годы в составе Верешимского сельсовета. 

## Население
| 1709  | 1748  | 1762  | 1795  | 1859  | 1877  | 1884  |
| ----- | ----- | ----- | ----- | ----- | ----- | ----- |
| 149   | ↗242  | ↘165  | ↗466  | ↗1437 | ↗1816 | ↗1971 |
| 1897  | 1902  | 1911  | 1921  | 1926  | 1939  | 1959  |
| ↗2179 | ↗2386 | ↗2707 | ↗3581 | ↘3000 | ↘1500 | ↘510  |
| 1979  | 1989  | 1996  | 2002  | 2010  |       |       |
| ↘329  | ↘196  | ↘194  | ↘153  | ↘142  |       |       |

### Национальный состав
Согласно результатам переписи 2002 года, в национальной структуре населения русские составляли 87 %.

## Известные люди
Камаевка — родина революционера, учителя, депутата Первой Государственной Думы, мордовского писателя Степана Васильевича Аникина (1868–1919), в повестях «На Чардыме» и «Холерный год» отобразившего события в родном селе; писатель упоминал Воровские поле и лес, гору Суркамар, деревню Новая (Новый Чардым).